# Austernfischer (Gattung)

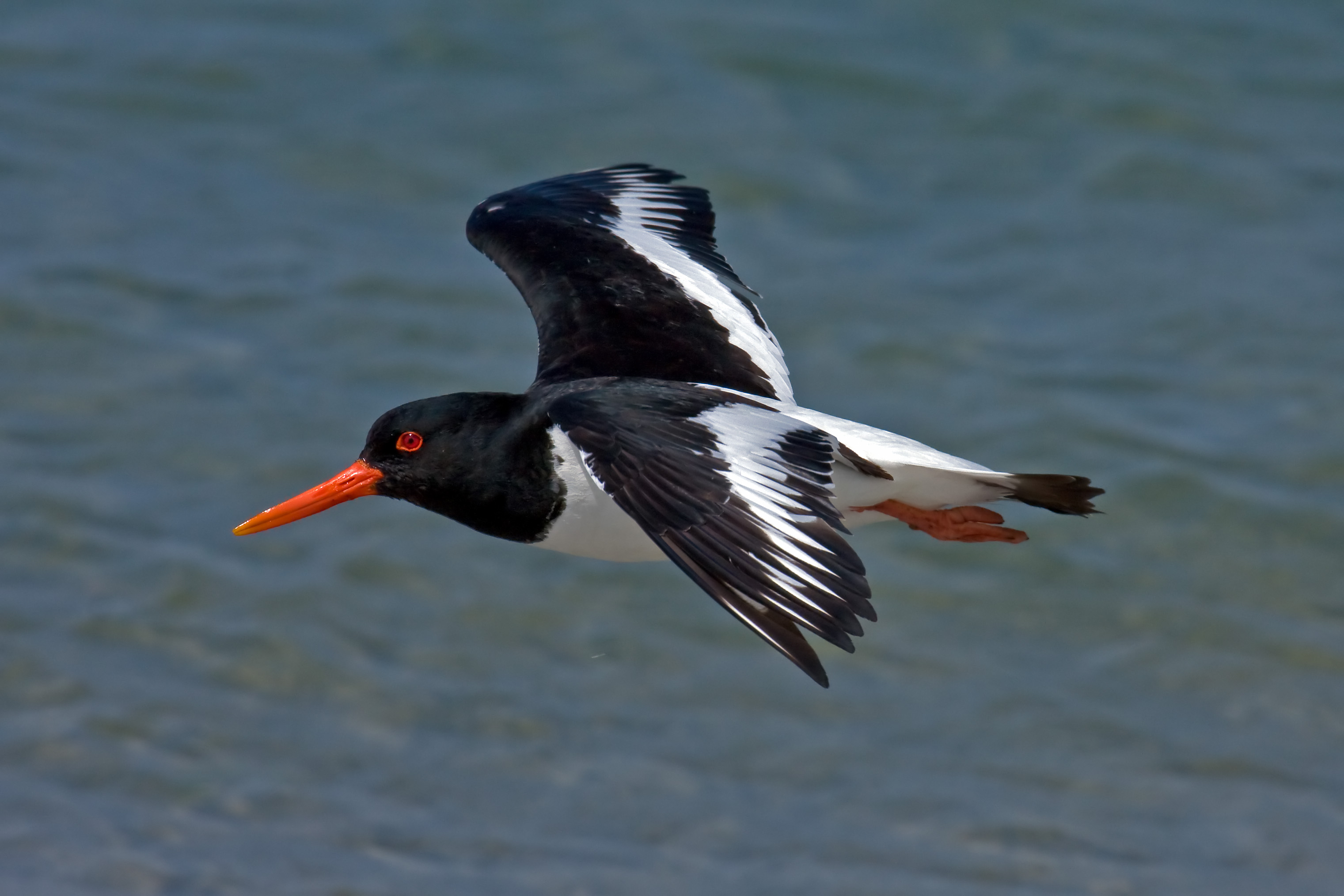
Austernfischer im Flug

Die Austernfischer (Haematopodidae, Haematopus) sind eine Familie mit nur einer Gattung aus der Ordnung der Regenpfeiferartigen (Charadriiformes). Sie umfasst 12 Arten, die an den Küsten aller Kontinente verbreitet sind. Je nach Art sind die Austernfischer entweder schwarz-weiß oder gänzlich schwarz gefärbt. Ihre Nahrung bilden vor allem Weichtiere und Ringelwürmer.

## Merkmale
Austernfischer sind große, gedrungene Watvögel. Ihr Gefieder ist entweder schwarz-weiß oder vollkommen schwarz. Dabei gehören sechs Arten der schwarz-weißen Gruppe an, fünf der schwarzen, und bei einer, dem Neuseeländischen Austernfischer, gibt es sowohl schwarze als auch schwarz-weiße Morphen.
Bei schwarz-weißen Austernfischern sind die Oberseite, der Kopf, der Hals, die Vorderbrust und der Schwanz schwarz. Die Unterseite ist weiß. Es gibt ein weißes Flügelband und eine weiße Schwanzbinde. Die einzelnen Arten sind, sofern sie im gleichen Verbreitungsgebiet vorkommen, nur schwer voneinander zu unterscheiden. Die beste Möglichkeit bietet sich beim Auffliegen, wenn die Form des Flügelbands sichtbar wird. Auch die Augenfarbe, die gelb oder rot sein kann, bietet einen Anhaltspunkt.
Schwarze Austernfischer sind immer einfarbig schwarz ohne eine andersfarbige Gefiederregion. Da jede Art von der anderen geographisch strikt getrennt ist, gibt es bei der Feldbeobachtung keine Verwechslungsgefahr. Die Bein- und Augenfarbe unterscheidet sich aber von Art zu Art.
Austernfischer sind 40 bis 51 cm groß und wiegen zwischen 540 und 780 g. Der eurasische Austernfischer ist die kleinste, der Neuseeländische Austernfischer die größte Art. In der Regel sind die schwarzen Arten größer als die schwarz-weißen. Diese Regel wird jedoch vom Neuseeländischen Austernfischer gebrochen, bei dem gerade die schwarz-weiße Morphe besonders groß ist.
Einen feldornithologisch nutzbaren Sexualdimorphismus gibt es nicht. Weibchen sind im Schnitt schwerer und größer als Männchen und haben etwas längere Schnäbel.
Austernfischer haben mittellange, kräftige Beine, mit denen sie schnell rennen können. Die Füße sind tridaktyl. Die Flügel ermöglichen einen schnellen und ausdauernden Flug, der allerdings keine wendigen Manöver erlaubt. Über den Augen haben Austernfischer Salzdrüsen, durch die sie aufgenommenes Meersalz wieder ausscheiden können.
Der auffällige Schnabel ist 6 bis 9,5 cm lang. Abgesehen von dem erwähnten geschlechtsspezifischen Größenunterschied gibt es auch eine Abweichung zwischen den Bewohnern von Sandstränden und Felsküsten. Die an Sandstränden lebenden Austernfischer haben in der Regel längere und schlankere Schnäbel als jene, die an Felsenküsten beheimatet sind.

## Verbreitung und Lebensraum
Die Austernfischer sind weltweit an Meeresküsten verbreitet, lediglich in den polaren Regionen fehlen sie. Drei Arten (Braunmantel-, Feuerland- und Südamerikanischer Austernfischer) besiedeln die Küsten Südamerikas; der Klippenausternfischer ist an der Pazifik- und der Braunmantel-Austernfischer an beiden Küsten Nordamerikas heimisch. An Afrikas Küsten leben der seltene Schwarze Austernfischer und der Eurasische Austernfischer im Nordwinter. In Australien kommen der Australische und der Ruß-Austernfischer, in Neuseeland der Neuseeländische und der Südinsel-Austernfischer vor. Der Chatham-Austernfischer ist nur auf den Chatham-Inseln südlich von Neuseeland anzutreffen.
In der westlichen Paläarktis ist heute mit dem eurasischen Austernfischer nur noch eine Art vertreten. Der früher auf den östlichen Kanaren brütende endemische Kanaren-Austernfischer gilt seit 1968 als ausgestorben.
Die nördlichen Populationen des eurasischen Austernfischers ziehen im Winter in den Süden oder zumindest an die Küsten. Von Island findet eine Zugbewegung nach den britischen Inseln statt, von Skandinavien in die Nordsee. Die meisten anderen Arten sind Standvögel, bei denen es allenfalls zu kurzen Wanderungen kommt.
Den Lebensraum bilden Meeresküsten. Einige Arten brüten auch im Binnenland. Dies betrifft vor allem den eurasischen Austernfischer, der schon seit langem in Westsibirien weitab der Küsten brütet und der während des 20. Jahrhunderts auch von den europäischen Küsten aus allmählich ins Binnenland vordrang.
Manche Arten sind mehr an Sandstrände, andere an felsige Küsten angepasst. Es gibt jedoch keine ausgesprochenen Spezialisten, so dass man die Arten auch im jeweils anderen Habitat antreffen kann.

## Lebensweise

### Ernährung
An den Küsten bilden vor allem Weichtiere und Würmer die Nahrung der Austernfischer. Dabei überwiegen bei den Felsküstenbewohnern die Muscheln und Schnecken, bei den Sandstrandbewohnern die Vielborster. Nebenbei werden außerdem Flohkrebse, Krabben und Seesterne erbeutet, ausnahmsweise auch sehr kleine Fische. Bei den im Binnenland lebenden Populationen bilden Regenwürmer und Insektenlarven die Nahrung.
Bedingt durch die Unterschiede im Schnabelbau gibt es oft auch zwischen Männchen und Weibchen unterschiedliche Nahrungsvorlieben. Der Schnabel der Männchen ist meistens kürzer und robuster, so dass er sich selbst für hartschalige Napfschnecken eignet.
Um Muscheln zu erbeuten, suchen Austernfischer bevorzugt nach solchen, deren Schale einen Spalt geöffnet ist. Hier fährt der Schnabel durch die Lücke ins Innere, so dass der Schließmuskel zerstört werden kann. Oft werden aber auch die Muschelschalen von außen mit Schnabelhieben zerstört.

### Fortpflanzung

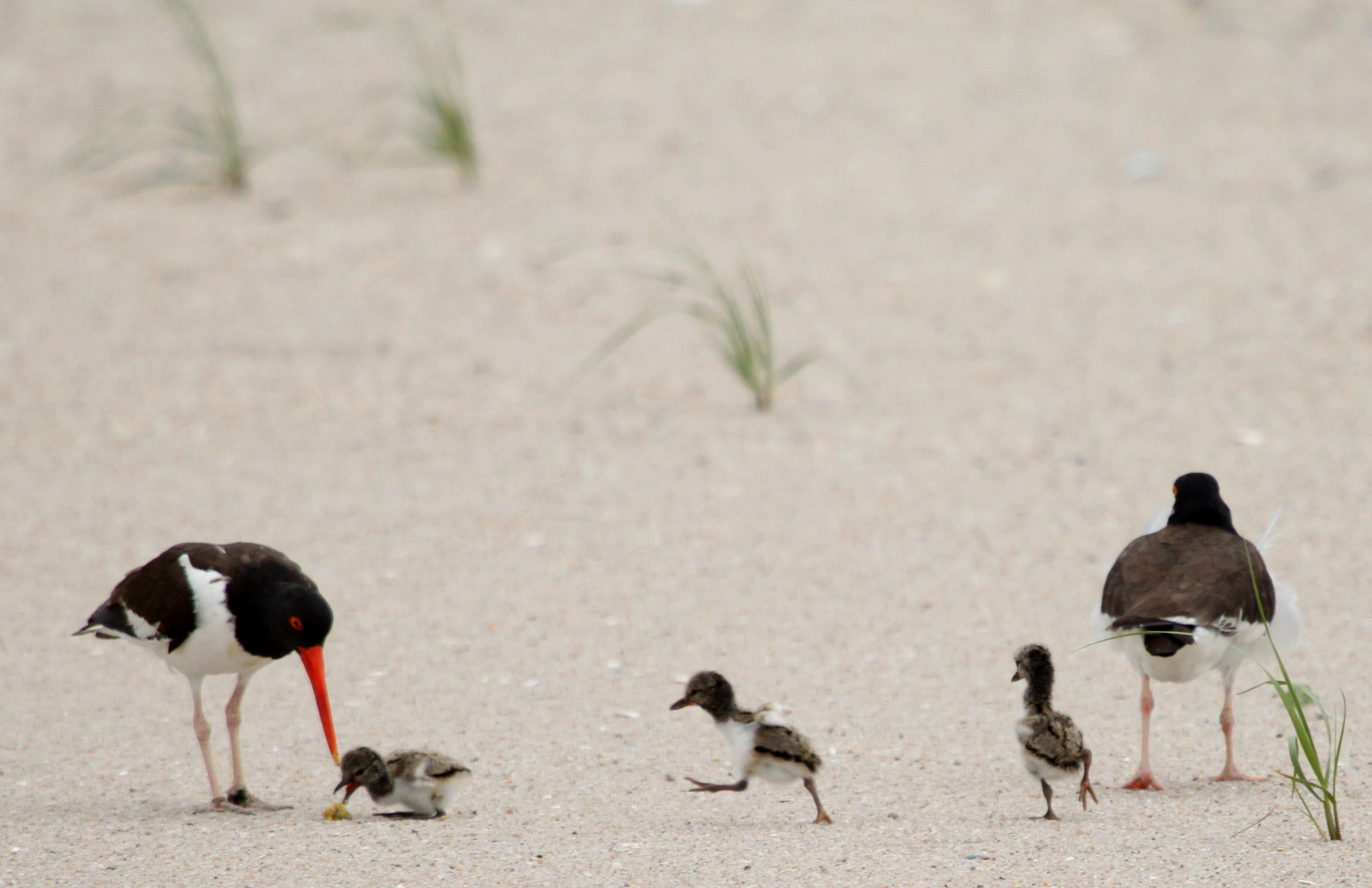
Braunmantel-Austernfischer mit Dunenjungen

Austernfischer leben in Monogamie, nur bei der eurasischen Art wurde gelegentlich Bigamie beobachtet. Sie sind außerordentlich standorttreu, kehren also alljährlich zu denselben Brutplätzen zurück. Als Nest wird eine Mulde im Boden ausgekratzt. Für den Bau ist das Männchen zuständig, das mehrere solcher Nistmulden anlegt, von denen dann das Weibchen eine auswählt.
Das Gelege umfasst ein bis vier, selten fünf Eier. Austernfischer der Nordhalbkugel haben größere Gelege als solche der Südhalbkugel. Die Eier haben eine bläulichgraue bis beigegraue Färbung und sind mit unregelmäßigen, dunklen Flecken überzogen. Nur beim Feuerland-Austernfischer ist die Farbe der Eier grünlich, was auf dem Gras eine bessere Tarnung bewirkt.
Die Eier werden 24 bis 39 Tage bebrütet. Die kürzeste Brutdauer hat dabei die eurasische Art, die längste der Schwarze Austernfischer. Bebrütet wird von beiden Partnern, der Anteil des Weibchens ist jedoch etwas größer. Das Männchen kümmert sich in dieser Phase mehr um die Verteidigung des Reviers. Die Jungen haben ein graubraunes Daunenkleid mit dunklen Flecken, das sie im Kies oder Sand schwer zu erkennen macht. Sie sind Nestflüchter, werden aber trotzdem mehrere Wochen von den Eltern gefüttert – diese Kombination ist unter Vögeln einmalig. Insgesamt bleiben Junge bis zu sechs Monate bei den Eltern; flügge sind sie nach 33 bis 49 Tagen. Unter den Jungen bildet sich eine Hierarchie, die dafür sorgt, dass bei Nahrungsknappheit nur das stärkste Junge durchkommt. Unter guten Bedingungen können aber durchaus mehrere oder alle Jungen überleben.

## Systematik
Auffällig ist die Existenz zweier Farbvarianten: die schwarz-weißen und die schwarzen Austernfischer. Jedoch taugt diese offensichtliche Unterscheidung nicht für eine Klassifikation. Wahrscheinlich sind die schwarz-weißen Austernfischer die ältere Variante, und schwarze haben sich zweimal unabhängig aus diesen entwickelt: einmal in Amerika und einmal in der alten Welt.
Die folgende Unterteilung in Arten ist nicht unumstritten. Der Südinsel-Austernfischer wird gelegentlich auch als Unterart des eurasischen Austernfischers eingestuft, und der Galapagos-Austernfischer vom Braunmantel-Austernfischer als eigene Art abgetrennt.
- Südamerikanischer Austernfischer (Haematopus ater), schwarz; Küsten von Peru, Chile und Argentinien
- Klippenausternfischer (Haematopus bachmani), schwarz; nordamerikanische Pazifikküste von den Aleuten bis Baja California
- Chatham-Austernfischer (Haematopus chathamensis), schwarz-weiß; Chatham-Inseln
- Südinsel-Austernfischer (Haematopus finschi), schwarz-weiß; Südinsel Neuseelands, Überwinterungsgebiete auch auf der Nordinsel
- Ruß-Austernfischer (Haematopus fuliginosus), schwarz; Australien, Tasmanien
- Feuerland-Austernfischer (Haematopus leucopodus), schwarz-weiß; Patagonien und Falklandinseln
- Australischer Austernfischer (Haematopus longirostris), schwarz-weiß; Australien, Tasmanien, Molukken
- Kanaren-Austernfischer (Haematopus meadewaldoi), schwarz; Kanarische Inseln, ausgestorben
- Schwarzer Austernfischer (Haematopus moquini), schwarz; Namibia und Südafrika
- Austernfischer (Haematopus ostralegus), schwarz-weiß; Brutgebiete in Europa, Westsibirien und Ostasien; Überwinterungsgebiete auch in Afrika und Südasien
- Braunmantel-Austernfischer (Haematopus palliatus), schwarz-weiß; Südamerika, südliches Nordamerika
- Neuseeländischer Austernfischer (Haematopus unicolor), variabel; Neuseeland

## Bedrohung und Schutz
Die meisten Austernfischer-Arten sind häufig. Im Fall des eurasischen Austernfischers gibt es sogar eine stetige Zunahme der Population mit Erweiterung des Verbreitungsgebiets. Die seltenste lebende Art ist der Chatham-Austernfischer, den die IUCN im Status stark gefährdet (endangered) listet. In seinem kleinen Verbreitungsgebiet gibt es eine Population von nur etwa 320 Vögeln, was aber immerhin eine Verdreifachung des Bestands innerhalb der letzten zwanzig Jahre bedeutet.
Bereits ausgestorben ist der Kanaren-Austernfischer. Dieser Vogel der Kanarischen Inseln wurde erst 1888 wissenschaftlich beschrieben und wurde schon 1913 das letzte Mal sicher gesehen. Seitdem gab es immer wieder Berichte, dass der Vogel noch einmal gesehen wurde – zuletzt 1981. Da aber koordinierte Suchaktionen in dem gut erschlossenen Gebiet keinen Nachweis brachten, gilt der Kanaren-Austernfischer als sicher ausgestorben.
Vor allem für Insel-Populationen sind Säugetiere wie Katzen und Ratten eine Bedrohung, wenn diese zuvor nicht auf den Inseln heimisch waren. So werden Katzen auf den Chatham-Inseln für den zwischenzeitlichen Bestandseinbruch des Chatham-Austernfischers verantwortlich gemacht. Einen ähnlichen Effekt hatte der Bau einer Brücke nach Marcus Island für den Schwarzen Austernfischer.